# Пискуны (Нижегородская область)
Пискуны — опустевшая деревня в составе Ворошиловского сельсовета в Уренском районе Нижегородской области.

## География
Находится на расстоянии примерно 6 километра по прямой на северо-запад от районного центра города Урень.

## История
Деревня основана в 1811 году переселенцами из деревни Соткино Семёновской волости, название дано по фамилии местного землеустроителя Пискунова. Население было старообрядческим. В 1870 году 2 двора и 33 жителя. В 1916 году 17 дворов и 85 жителей. В период коллективизации был организован колхоз им. Октябрьской революции. В 1978 году было дворов 22, жителей 62, в 1994 5 и 9 соответственно. В последние годы в деревне работало сельскохозяйственное предприятие «Путь Ленина».

## Население
Постоянное население составляло 2 человека (русские 100 %) в 2002 году, 0 в 2010.